# David Knopfler
David Knopfler (Glasgow, 27. prosinca 1952.) britanski je glazbenik i tekstopisac, te suosnivač britanskog rock sastava Dire Straits i njihov ritam-gitarista. Mlađi je brat Marka Knopflera. 
Za vrijeme snimanja njihovog trećeg studijskog albuma (Making Movies) napušta Straitse 1980. i nastavlja samostalnu karijeru.

## Diskografija
- 1983. - Release
- 1985. - Behind the lines
- 1986. - Cut the Wire
- 1988. - Lips Against the Steel
- 1991. - Lifelines
- 1993. - The Giver
- 1995. - Small Mercies
- 2001. - Wishbones
- 2004. - Ship of Dreams
- 2006. - Songs for the Siren
- 2009. - Anthology: 1983-2008
- 2011. - Acoustic

## Vanjske poveznice
- Službena stranica (engl.)